# Дом Лещинского

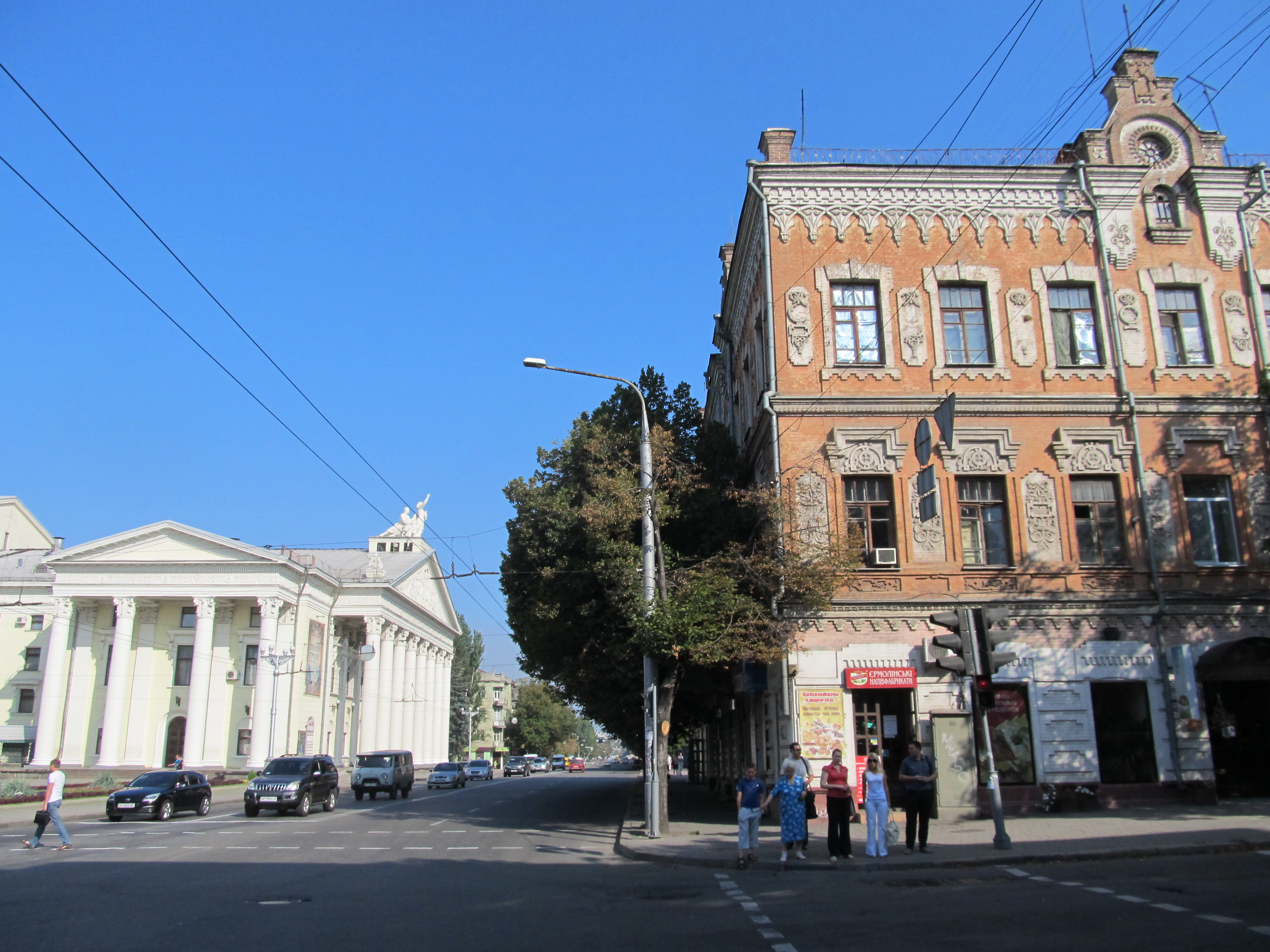
Фасад по ул. Троицкой.
Фото Анатолия Мережко, 2013

Дом Лещинского (укр. Будинок Лещинського) — трёхэтажное здание в Александровском районе Запорожья по адресу Соборный проспект, 52. Построено как доходный дом для купца Я. Лещинского в 1901 году. Фотографии здания широко представлены на видах старого Александровска. Объект культурного наследия местного значения.

## Первые декады XX века
Здание занимает доминирующее угловое расположение на пересечении Соборного проспекта и улицы Троицкой (ранее пр. Ленина и ул. Чекистов). Доходный дом был построен в 1901 году для потомственного гражданина, купца первой гильдии Якова Исааковича Лещинского (Лящинского), которому принадлежали в Александровске пять доходных домов. Это был первый трёхэтажный доходный дом Александровска. В 1905 году во время еврейских погромов дом был сожжён. Дом был полностью восстановлен в 1908 году по первоначальному проекту. Согласно старым фотографиям, щипцы обоих уличных фасадов были оформлены ныне не сохранившимися часами, балконы фасадов имели вид эркеров, крайнее боковое отверстие на первом этаже фасада по ул. Троицкой функционировало как сквозной проезд во двор (позже было заложено).
На нижних этажах открыли коммерческие заведения, среди которых был биограф (кинематограф) Н. Пулавского, парикмахерская Наума Цфасмана — отца джазмена Александра Цфасмана. Квартиры в верхних этажах предназначались для сдачи. В одной из них в конце 1913 года — начале 1914 совместную жизнь со своей будущей супругой Еленой начал Леонид Утёсов.
В 1917—1918 в доме размещался первый александровский Совет рабочих и солдатских депутатов. С июня 1917 Совет издавал газету «Единение», с октября того же года — газету «Александровская мысль», редакции которых находились в доме Лещинского. В 1917—1918 в доме работал Александровский комитет РСДРП (б), Александровский рабочий университет, в 1920 — Дворец труда.

## Дальнейшие события
На первом этаже здания находятся магазины, среди которых был особо известен кондитерский магазин «Белочка». Второй и третий этажи дома в советское время отдали под жильё запорожцам.
В 2016 году пристройка к дому со стороны сквера им. Шевченко была украшена стенной росписью «Волшебник». Однако в октябре 2020 года её сменила другая роспись — с изображением музыканта Александра Цфасмана, который ранее жил в этом доме. Мурал в стиле поп-арт выполнил художник Александр Корбан.
О красоте и популярности здания говорит тот факт, что из примерно полутораста известных открыток старого Александровска, почти на половине есть изображение дома Лещинского.
В 2017 году жители дома обратились к СМИ, сообщив о намерениях строительства трёхэтажной гостиницы во дворе между двумя памятниками архитектуры — домом Лещинского и бывшей синагогой Лещинского.

## Галерея

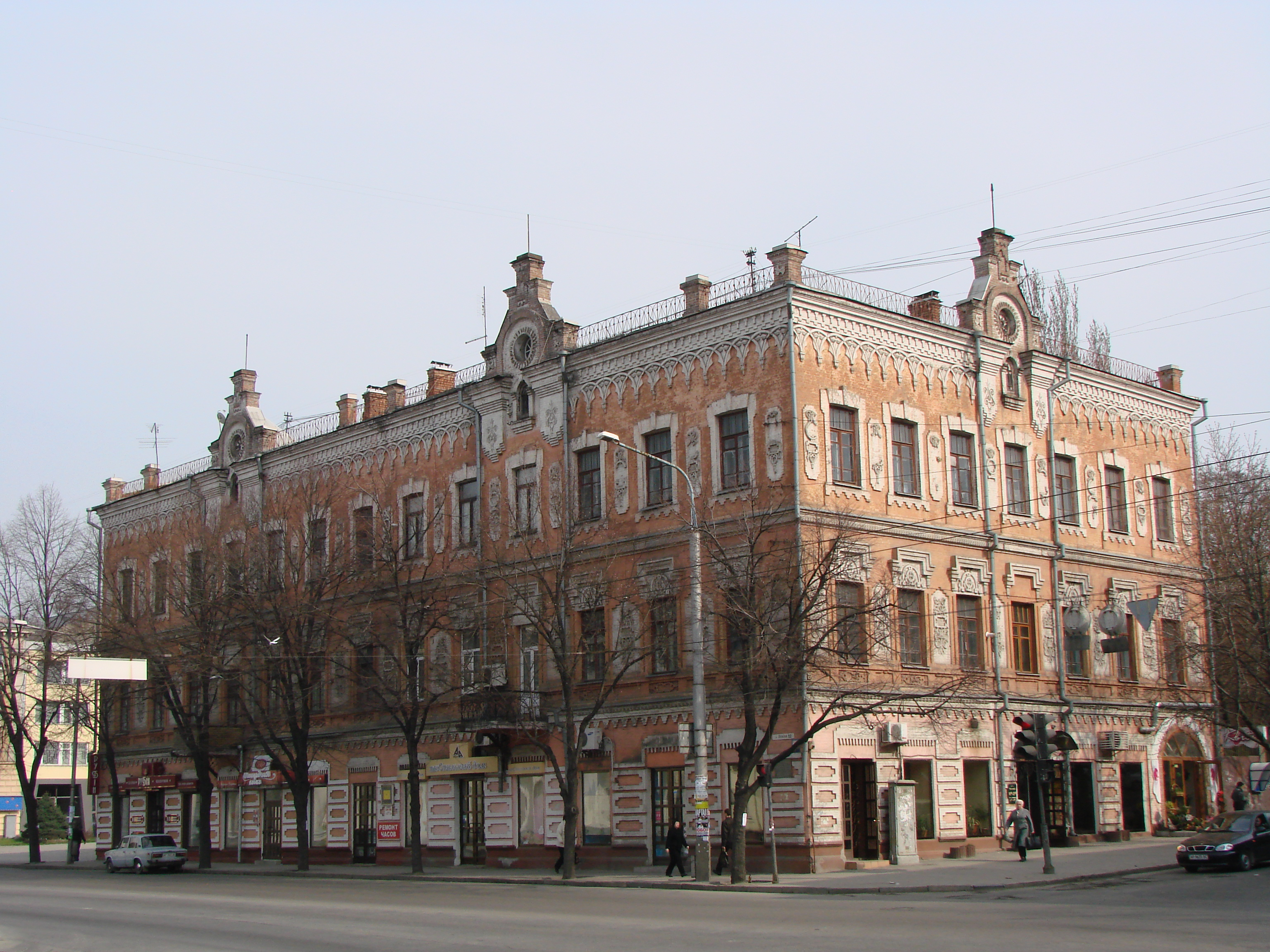
Вид дома без листвы на деревьях
Мурал с портретом Александра Цфасмана
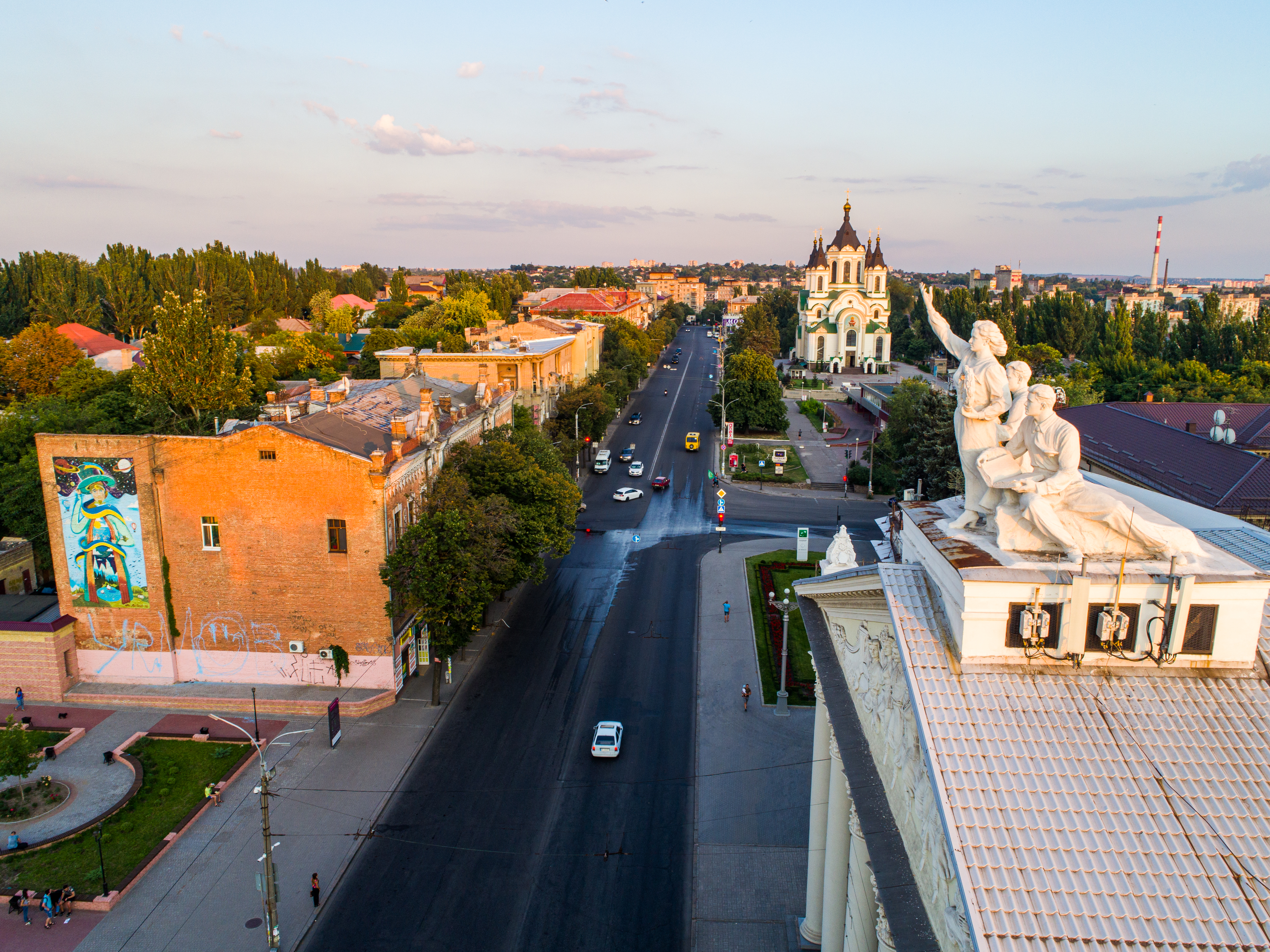
Вид на проспект. Фото Анатолия Волкова, 2019